# Edward Oliver LeBlanc
Edward Oliver LeBlanc, né le 3 octobre 1923 à Vieille Case et mort le 29 octobre 2004 dans la même ville, est un homme d'État et un poète dominiquais, Premier ministre de 1961 à 1974.

## Biographie
Edward Oliver LeBlanc est le 3 octobre 1923 à Vieille Case. Il étudie dans son île avant de suivre des études supérieures d'Agriculture à l'Imperial College of Tropical Agriculture à Trinité-et-Tobago en 1944. De 1945 à 1953, il est instructeur au sein de l'administration de l'Agriculture en Dominique, puis devient agent de l'Association des planteurs de bananes de la Dominique pour le Nord de l'île. En parallèle, il est élu au conseil municipal de Vieille Case.
En 1957, il rejoint le Parti travailliste de la Dominique, fondé deux ans plus tôt, pour concourir aux élections législatives de l'île. Il devient alors élu de Portsmouth au conseil législatif. L'année suivante, il démissionne de son siège pour contester les élections fédérales et, avec Phyllis Shand Allfrey, représenter la Dominique au Parlement de la Fédération des Indes occidentales. En 1960, il démissionne du Parlement fédéral pour participer aux élections générales locales de la Dominique de 1961. Il mène le Parti travailliste de la Dominique à la victoire et gagne la circonscription de Roseau Sud. Edward Oliver LeBlanc devient Chief Minister et ministre des Finances de Dominique. À la suite de l'effondrement de la Fédération des Indes occidentales en mai 1962, il participe aux conférences de Londres pour créer une fédération des Little Eight (Huit petites), c'est-à-dire les huit îles de la fédération en dehors de la Jamaïque et de Trinité-et-Tobago. Finalement, la Dominique devient un État associé du Royaume-Uni en mars 1967 et lui-même devient le Premier of Dominica.
À partir de l'année suivante, la pression politique augmente avec la formation du Parti de la liberté de Dominique (DFP) sur les restes de l'ancien DUPP à la suite de la législation adoptée par le Parti travailliste de la Dominique. Malgré cela, la popularité de LeBlanc reste forte, car il est associé aux grands changements sociaux et économiques de la Dominique pendant les années 1960. Il bénéficie notamment du boom régional de la banane et de la mise en place du Colonial Development and Welfare. Sa défense de la cause du Little Man contre l'étranglement de la vieille élite et l'élévation à la prééminence des talents locaux dans tous les domaines, et la culture populaire en particulier, fait de LeBlanc le héros des masses populaires.
En 1970, LeBlanc est contesté par des membres de son propre cabinet qui l'évincent du Parti travailliste de la Dominique. Il rassemble ses partisans sous la bannière du Le Blanc Labour Party et change le symbole électoral du parti du chapeau pour la chaussure et remporte confortablement les élections générales de 1970 avec huit élus contre un au Parti travailliste et deux au DFP.
En 1973, Le Blanc doit faire face à des manifestations contre une nouvelle autre tentative d'intégration régionale avec le Guyana, il doit aussi affronter le DFP et les syndicats. En juillet de 1974, lassé, LeBlanc démissionne et Patrick John devient le second Premier of Dominica.
Le Blanc se retire chez lui à Vieille Case. En 1977, il est nommé délégué à la conférence constitutionnelle de Londres pour préparer l'indépendance politique de la Dominique. En 1983, il siège à la Commission de révision constitutionnelle. Il se retire ensuite complètement de la vie publique. Il meurt à Vieille Case, dans la matinée du 29 octobre 2004.